# Bollók Csaba
Bollók Csaba (Eger, 1962) magyar filmrendező, a 38. Magyar Filmszemle szerzői fődíjának nyertese.
1987-ben szerzett angol–magyar szakos diplomát a Kossuth Lajos Tudományegyetem bölcsészkarán Debrecenben. Később a Színház- és Filmművészeti Főiskola film- és tévérendező szakát is elvégezte (1994-ben).
A Balázs Béla Stúdióban készített rövidfilmjei és első játékfilmje, az Észak, Észak számos nemzetközi filmfesztiválon szerepelt. 2001-ben Balázs Béla-díjat kapott.
Legnagyobb hivatalos sikere a 2007-es Filmszemlén a szerzői (művész) film kategória fődíját (és a Diákzsűri fődíját) elnyerő Iszka utazása. Az alkotás világpremierjét a Berlinale fesztivalon tartották, majd megkezdődött a sikeres fesztiválkörút, melyről Bollók Csaba a film blogján számolt be.
Felesége és alkotótársa Csere Ágnes színésznő (Csere László színművész nővére), aki az Iszka utazása című díjnyertes filmnek producere is volt.

## Filmjei
Játékfilmek:
- Észak, Észak (1999)
- Miraq (2006)
- Iszka utazása (2007)

Egyéb rendezései:
- Tangram (másodéves vizsgafilm, 1991)
- Ezüstkor (harmadéves vizsgafilm, 1993)
- Winnetou (negyedéves vizsgafilm, 1995)
- Walden (természetfilm, 1999) (befejezetlen)
- Egy este Domján Edittel (portréfilm, 2000)
- Aranyszabály (versklippek, 2002)
- Róbert Gida Karácsonya (tévéfilm, 2003)
- Szeress most! (tévésorozat, 8 epizód 2003-ban)
- Hordozható haza (portréfilm, 2006)